# Anarrup flavipes
Anarrup flavipes är en mångfotingart som först beskrevs av Carl Graf Attems 1930.  Anarrup flavipes ingår i släktet Anarrup och familjen storhuvudjordkrypare. Inga underarter finns listade i Catalogue of Life.